# Copa de Oro de la Concacaf 1991
La Copa de Oro de la Concacaf 1991 fue la undécima edición del máximo torneo de selecciones organizado por la Confederación Norteamericana, Centroamericana y Caribeña de Fútbol (Concacaf), pero la primera de la actual Copa Oro de la Concacaf. Se llevó a cabo del 28 de junio al 7 de julio de 1991 en la ciudad de Los Ángeles, Estados Unidos. Participaron 8 selecciones nacionales (2 de NAFU, 3 de UNCAF y 2 de CFU más el organizador), divididas en 2 grupos de 4 equipos.
Las selecciones de Honduras, México, Estados Unidos y Costa Rica accedieron a las semifinales tras ser las 2 mejores selecciones de sus respectivos grupos. En el partido final, luego de un empate sin goles, el anfitrión Estados Unidos venció a Honduras en la tanda de los penales por 4-3, ante casi 40 000 espectadores, ganando su primer título oficial ante FIFA y la Concacaf. 

## Sede
El torneo se desarrolló en Estados Unidos, siendo la primera competencia oficial que albergaba este país con miras a la Copa Mundial de Fútbol de 1994, que también se celebraría en los Estados Unidos.

### Estadios
| Los Ángeles                   | Pasadena          |
| ----------------------------- | ----------------- |
| California                    | California        |
| Los Angeles Memorial Coliseum | Estadio Rose Bowl |
| Capacidad: 93 607             | Capacidad: 92 542 |
|                               |                   |
| Los Ángeles Pasadena          |                   |

### Árbitros
En total fueron 10 árbitros centrales y 5 asistentes, aunque algunos árbitros centrales también fueron parte de la asistencia arbitral.
| Centrales - Arturo Angeles - Arlington Success - Errol Forbes - Ronald Gutiérrez - José Carlos Ortiz - Majid Jay - Mike Siefert - José Antonio Garza - José Luis Fuentes - Arturo Brizio Carter | Asistentes - Armando Orellana - Charlie McKay - George Noujaim - George Hall - Josh Potlak |

## Formato de competición
El torneo se desarrolla dividido en cuatro etapas: fase de grupos, semifinales, partido por el tercer lugar y final.
En la fase de grupos los ocho equipos participantes se dividen en 2 grupos de 4 equipos, cada equipo juega una vez contra sus rivales de grupo con un sistema de todos contra todos, los equipos son clasificados en los grupos según los puntos obtenidos en todos sus partidos jugados los cuales son otorgados de la siguiente manera:
- 2 puntos por partido ganado.
- 1 punto por partido empatado.
- 0 puntos por partido perdido.

Clasifican a las semifinales los dos primeros lugares de cada grupo. Si al término de la fase de grupos dos o más equipos terminan empatados en puntos se aplican los siguientes criterios de desempate:
- La diferencia de goles en los partidos del grupo.
- La mayor cantidad de puntos obtenidos en los partidos entre los equipos en cuestión.
- Sorteo por parte del Comité de la Copa Oro.

En las semifinales los 4 equipos clasificados a esta instancia forman 2 series de dos equipos, los perdedores de las semifinales juegan el partido por el tercer lugar y los ganadores disputan la final del torneo. Los enfrentamientos de semifinales se determinaron de la siguiente manera:
| Semifinales - Ganador Grupo A - Segundo Grupo B (Finalista 1) - Ganador Grupo B - Segundo Grupo A (Finalista 2) |

Las semifinales y final se juegan con un sistema de eliminación directa, si algún partido de estas fases termina empatado luego de los noventa minutos de tiempo de juego reglamentario se procede a jugar un tiempo extra consistente en dos periodos de 15 minutos, si la igualdad persiste se define al ganador mediante tiros desde el punto penal.

## Clasificación
Las tres selecciones pertenecientes a la Unión Norteamericana de Fútbol (NAFU), Canadá, Estados Unidos y México clasificaron automáticamente, mientras que las selecciones pertenecientes a la Unión Centroamericana de Fútbol (UNCAF) y a la Unión Caribeña de Fútbol (CFU) disputaron torneos clasificatorios que fueron a su vez los torneos regionales de ambos organismos subordinados de la Concacaf, la repartición de los 5 cupos en cuestión fue la siguiente:
- Centroamérica: 3
- Caribe: 2

La Copa Uncaf 1991 se llevó a cabo en Costa Rica del 26 de mayo al 2 de junio de 1991 y en ella participaron las 6 selecciones que conformaban la UNCAF. Los 3 primeros lugares de esta competencia consiguieron su clasificación al torneo, siendo Costa Rica, Honduras y Guatemala los clasificados.
La Copa del Caribe de 1991 se llevó a cabo en Jamaica del 8 de mayo al 2 de junio de 1991 y constó de varias rondas preliminares antes de llegar a la ronda final, en esta última participaron 7 equipos debido a la renuncia de Cuba. El campeón y subcampeón de este torneo consiguieron su clasificación, y estos fueron: Jamaica y Trinidad y Tobago.

## Equipos participantes
Las selecciones de Canadá, Estados Unidos y México tienen asegurada su clasificación.
| Clasificatorias | Clasificatorias | Clasificatorias | Clasificatorias | Clasificatorias | Clasificatorias |
| --------------- | --------------- | --------------- | --------------- | --------------- | --------------- |
|                 | UNCAF           |                 |                 | CFU             |                 |

| Equipos participantes | Equipos participantes | Equipos participantes | Equipos participantes |
| --------------------- | --------------------- | --------------------- | --------------------- |
| Canadá                | Costa Rica            | Estados Unidos        | Guatemala             |
| Honduras              | Jamaica               | México                | Trinidad y Tobago     |

### Sorteo
| Bombo 1                                                                  | Bombo 2                                                           | Bombo 3                              |
| ------------------------------------------------------------------------ | ----------------------------------------------------------------- | ------------------------------------ |
| México (asignado al Gr. A) Estados Unidos (anfitrión, asignado al Gr. B) | Jamaica (asignado al Gr. A) Trinidad y Tobago (asignado al Gr. B) | Canadá Costa Rica Honduras Guatemala |

## Resultados

### Primera fase
– Clasificado para las semifinales. 

#### Grupo A
| Equipo   | Pts | PJ | PG | PE | PP | GF | GC | Dif |
| -------- | --- | -- | -- | -- | -- | -- | -- | --- |
| Honduras | 5   | 3  | 2  | 1  | 0  | 10 | 3  | 7   |
| México   | 5   | 3  | 2  | 1  | 0  | 8  | 3  | 5   |
| Canadá   | 2   | 3  | 1  | 0  | 2  | 6  | 9  | -3  |
| Jamaica  | 0   | 3  | 0  | 0  | 3  | 3  | 12 | -9  |

| 28 de junio de 1991 | Honduras                                                  | 4:2 (3:0) | Canadá           | Memorial Coliseum, Los Ángeles                             |                                                            |
|                     | Bennett 28' · Espinoza 35' · Cálix 44' · Dolmo Flores 51' |           | Mitchell 66' 72' | Asistencia: 35 000 espectadores Árbitro(s): Arturo Ángeles | Asistencia: 35 000 espectadores Árbitro(s): Arturo Ángeles |

| 28 de junio de 1991 | Jamaica  | 1:4 (1:2) | México                                                 | Memorial Coliseum, Los Ángeles                                |                                                               |
|                     | Reid 39' |           | Galindo 28' 55' (pen.) · Zaguinho 36' · Hermosillo 59' | Asistencia: 35 000 espectadores Árbitro(s): Arlington Success | Asistencia: 35 000 espectadores Árbitro(s): Arlington Success |

| 30 de junio de 1991 | Honduras                                                 | 5:0 (2:0) | Jamaica | Memorial Coliseum, Los Ángeles                          |                                                         |
|                     | Cálix 28' 51' · Anariba 32' · Bennett 69' · Yearwood 89' |           |         | Asistencia: 4 797 espectadores Árbitro(s): Errol Forbes | Asistencia: 4 797 espectadores Árbitro(s): Errol Forbes |

| 30 de junio de 1991 | México                                               | 3:1 (2:0) | Canadá     | Memorial Coliseum, Los Ángeles                              |                                                             |
|                     | Hermosillo 4' · De la Torre 40' · Galindo 89' (pen.) |           | Lowery 83' | Asistencia: 4 797 espectadores Árbitro(s): Ronald Gutiérrez | Asistencia: 4 797 espectadores Árbitro(s): Ronald Gutiérrez |

| 3 de julio de 1991 | Canadá                           | 3:2 (1:1) | Jamaica               | Memorial Coliseum, Los Ángeles                                |                                                               |
|                    | Mitchell 36' 54' · Limniatis 60' |           | Wright 42' · Reid 63' | Asistencia: 36 703 espectadores Árbitro(s): José Carlos Ortiz | Asistencia: 36 703 espectadores Árbitro(s): José Carlos Ortiz |

| 3 de julio de 1991 | México         | 1:1 (0:1) | Honduras   | Memorial Coliseum, Los Ángeles                        |                                                       |
|                    | Hermosillo 67' |           | Anariba 9' | Asistencia: 36 703 espectadores Árbitro(s): Jay Majid | Asistencia: 36 703 espectadores Árbitro(s): Jay Majid |

#### Grupo B
| Equipo            | Pts | PJ | PG | PE | PP | GF | GC | Dif |
| ----------------- | --- | -- | -- | -- | -- | -- | -- | --- |
| Estados Unidos    | 6   | 3  | 3  | 0  | 0  | 8  | 3  | 5   |
| Costa Rica        | 2   | 3  | 1  | 0  | 2  | 5  | 5  | 0   |
| Trinidad y Tobago | 2   | 3  | 1  | 0  | 2  | 3  | 4  | -1  |
| Guatemala         | 2   | 3  | 1  | 0  | 2  | 1  | 5  | -4  |

| 29 de junio de 1991 | Estados Unidos          | 2:1 (0:0) | Trinidad y Tobago | Rose Bowl, Pasadena                                           |                                                               |
|                     | Murray 85' · Balboa 87' |           | Lewis 67'         | Asistencia: 18.435 espectadores Árbitro(s): José Carlos Ortiz | Asistencia: 18.435 espectadores Árbitro(s): José Carlos Ortiz |

| 29 de junio de 1991 | Guatemala | 0:2 (0:2) | Costa Rica             | Rose Bowl, Pasadena                                      |                                                          |
|                     |           |           | Gómez 14' · Flores 17' | Asistencia: 18.435 espectadores Árbitro(s): Mike Siefert | Asistencia: 18.435 espectadores Árbitro(s): Mike Siefert |

| 1 de julio de 1991 | Costa Rica | 1:2 (1:1) | Trinidad y Tobago      | Rose Bowl, Pasadena                                           |                                                               |
|                    | Medford 6' |           | Lewis 38' · Thomas 89' | Asistencia: 6.344 espectadores Árbitro(s): José Antonio Garza | Asistencia: 6.344 espectadores Árbitro(s): José Antonio Garza |

| 1 de julio de 1991 | Estados Unidos                       | 3:0 (1:0) | Guatemala | Rose Bowl, Pasadena                                          |                                                              |
|                    | Murray 11' · Quinn 46' · Wynalda 52' |           |           | Asistencia: 6 344 espectadores Árbitro(s): Arlington Success | Asistencia: 6 344 espectadores Árbitro(s): Arlington Success |

| 3 de julio de 1991 | Trinidad y Tobago | 0:1 (0:0) | Guatemala | Memorial Coliseum, Los Ángeles                                |                                                               |
|                    |                   |           | Espel 89' | Asistencia: 36.703 espectadores Árbitro(s): José Luis Fuentes | Asistencia: 36.703 espectadores Árbitro(s): José Luis Fuentes |

| 3 de julio de 1991 | Costa Rica              | 2:3 (2:1) | Estados Unidos                                     | Memorial Coliseum, Los Ángeles                                   |                                                                  |
|                    | Arguedas 30' · Jara 33' |           | Vermes 6' · Pérez 49' (pen.) · Marchena 59' (a.g.) | Asistencia: 36.703 espectadores Árbitro(s): Arturo Brizio Carter | Asistencia: 36.703 espectadores Árbitro(s): Arturo Brizio Carter |

### Segunda fase
|  | Semifinales             | Semifinales             |       |                         | Final                   | Final |  |
|  |                         |                         |       |                         |                         |       |  |
|  |                         |                         |       |                         |                         |       |  |
|  | Los Ángeles, 5 de julio |                         |       |                         |                         |       |  |
|  | Honduras                | 2                       |       |                         |                         |       |  |
|  | Costa Rica              | 0                       |       |                         |                         |       |  |
|  |                         |                         |       |                         |                         |       |  |
|  |                         |                         |       |                         | Los Ángeles, 7 de julio |       |  |
|  |                         |                         |       |                         | Estados Unidos          | 0 (4) |  |
|  |                         | Honduras                | 0 (3) |                         |                         |       |  |
|  |                         |                         |       |                         |                         |       |  |
|  |                         |                         |       |                         |                         |       |  |
|  |                         |                         |       |                         | Tercer lugar            |       |  |
|  | Los Ángeles, 5 de julio | Los Ángeles, 5 de julio |       | Los Ángeles, 7 de julio | Los Ángeles, 7 de julio |       |  |
|  | Estados Unidos          | 2                       |       | Costa Rica              | 0                       |       |  |
|  | México                  | 0                       |       |                         | México                  | 2     |  |

### Semifinales
| 5 de julio de 1991 | Honduras                       | 2:0 (1:0) | Costa Rica | Memorial Coloseum, Los Ángeles                             |                                                            |
|                    | Bennett 38' · Dolmo Flores 79' |           |            | Asistencia: 41 103 espectadores Árbitro(s): Arturo Angeles | Asistencia: 41 103 espectadores Árbitro(s): Arturo Angeles |

| 5 de julio de 1991 | Estados Unidos         | 2:0 (0:0) | México | Memorial Coloseum, Los Ángeles                                |                                                               |
|                    | Doyle 48' · Vermes 64' |           |        | Asistencia: 41 103 espectadores Árbitro(s): José Carlos Ortiz | Asistencia: 41 103 espectadores Árbitro(s): José Carlos Ortiz |

#### Tercer lugar
| 7 de julio de 1991 | Costa Rica | 0:2 (0:1) | México                  | Memorial Coloseum, Los Ángeles                           |                                                          |
|                    |            |           | Farfán 9' · Galindo 89' | Asistencia: 39 873 espectadores Árbitro(s): Errol Forbes | Asistencia: 39 873 espectadores Árbitro(s): Errol Forbes |

### Final
| 7 de julio de 1991 | Estados Unidos                                                        | 0:0 (4:3 p.)               | Honduras                                                                   | Memorial Coliseum, Los Ángeles                            |  |
|                    |                                                                       |                            |                                                                            | Asistencia: 39 873 espectadores Árbitro(s): Arturo Brizio |  |
|                    |                                                                       | Tiros desde el punto penal |                                                                            |                                                           |  |
|                    | Balboa · Vermes · Pérez · Caligiuri · Eck · Quinn · Kinnear · Clavijo |                            | Castro · Anariba · Yearwood · Flores · Zapata · Cálix · Vallejo · Espinoza |                                                           |  |

|                           |
| Bandera de Estados Unidos |
| Campeón Estados Unidos    |
| 1.º título                |

## Estadísticas

### Clasificación general
La clasificación general indica la posición que cada selección ocupó al finalizar el torneo; el rendimiento se obtiene de la relación entre los puntos obtenidos y los partidos jugados por las selecciones y se expresa en porcentajes. La tabla está dividida según la fase alcanzada por cada país. Si algún partido de la segunda fase se define mediante tiros de penal, el resultado final del juego se considera como empate.
| Pos. | Selección         | Gr. | Pts. | PJ | PG | PE | PP | GF | GC | Dif | Rend. |
| ---- | ----------------- | --- | ---- | -- | -- | -- | -- | -- | -- | --- | ----- |
| 1    | Estados Unidos    | B   | 9    | 5  | 4  | 1  | 0  | 10 | 3  | 7   | 90%   |
| 2    | Honduras          | A   | 8    | 5  | 3  | 2  | 0  | 12 | 3  | 9   | 80%   |
| 3    | México            | A   | 7    | 5  | 3  | 1  | 1  | 10 | 5  | 5   | 70%   |
| 4    | Costa Rica        | B   | 2    | 5  | 1  | 0  | 4  | 5  | 9  | -4  | 20%   |
| 5    | Canadá            | A   | 2    | 3  | 1  | 0  | 2  | 6  | 9  | -3  | 20%   |
| 6    | Trinidad y Tobago | B   | 2    | 3  | 1  | 0  | 2  | 3  | 4  | -1  | 20%   |
| 7    | Guatemala         | B   | 2    | 3  | 1  | 0  | 2  | 1  | 5  | -4  | 20%   |
| 8    | Jamaica           | A   | 0    | 3  | 0  | 0  | 3  | 3  | 12 | -9  | 0%    |

### Goleadores
4 goles
- Benjamín Galindo

3 goles
- Dale Mitchell
- Eduardo Bennett
- Luis Calix
- Carlos Hermosillo

2 goles
- Marco Anariba
- Eugenio Dolmo Flores
- Roderick Reid
- Leonson Lewis
- Bruce Murray
- Peter Vermes

1 gol
- John Limniatis
- Jamie Lowery
- Colin Miller
- Juan Carlos Arguedas
- Leonidas Flores
- Róger Gómez
- Claudio Jara
- Hernán Medford
- Luis Espel
- Juan Carlos Espinoza
- Gilberto Yearwood
- Hector Wright
- Luis Roberto Alves
- Gonzalo Farfán
- José Manuel de la Torre
- Alvin Thomas
- Marcelo Balboa
- John Doyle
- Hugo Pérez
- Brian Quinn
- Eric Wynalda

Autogol
- Héctor Marchena (ante Estados Unidos)